# Mu1 Cygni
Mu1 Cygni (78 Cygni) é uma estrela múltipla na direção da constelação de Cygnus. Possui uma ascensão reta de 21h 44m 08.59s e uma declinação de +28° 44′ 33.4″. Sua magnitude aparente é igual a 4.69. Considerando sua distância de 73 anos-luz em relação à Terra, sua magnitude absoluta é igual a 2.94. Pertence à classe espectral F6V.